# Syrisch Elektronisch Leger
Het Syrische Elektronische Leger (Engels: Syrian Electronic Army), ook wel Syrische Elektronische Soldaten genoemd, is een groep hackers die ontstaan is op 15 maart 2011, de dag waarop de opstand in Syrië tegen de regering van de president Bashar al-Assad begon. Het Syrische Elektronische Leger steunt de regering. De voornaamste methoden die ze gebruiken zijn denial-of-service-aanvallen (DDoS-aanvallen) en defacen. Hun voornaamste doelgroep zijn de oppositiegroepen en westerse websites, waaronder nieuwswebsites, mensenrechtengroepen en sociale media. Het Syrische Elektronische Leger is het eerste virtuele leger in de Arabische wereld die openlijk cyberaanvallen pleegt op hun tegenstrijders. De precieze relatie tussen deze groep en de Syrische overheid is echter onduidelijk.

## Filosofie en stijl
Een woordvoerder die binnenin deze groep een hoge functie vervult, heeft tegen The Daily Dot verteld dat zij gewoon jonge Syrische jongeren zijn die hun land willen verdedigen tegen de media die enkel leugens vertelt over Syrië. Hun stijl varieert sterk. Zo zijn ze enerzijds serieus en openlijk politiek getint, alsook ironisch of maken ze gerichte grapjes. Zo hebben ze op de Twitter van 60 Minutes, een nieuwsdienst, een tweet gestuurd: "Exclusive: Terror striking the #USA and #Obama is shamelessly in bed with Al-Qaeda". Letterlijk vertaald "Exclusief: Terreur treft de #USA en #Obama ligt schaamteloos in bed met Al-Qaeda". Een ander voorbeeld is toen men het Twitteraccount heeft gehackt van de BBC-weerdienst en het volgende heeft gepost: "Het Saudische weerstation werkt niet door een aanrijding met een kameel." In een interview hebben ze dan ook gezegd "haters gonna hate", er zullen altijd haters zijn.

## Leden en organisatie
Het Syrisch Elektronisch Leger bestaat uit een vast team van tien leden. Naast deze tien leden zijn er ook nog talloze vrijwilligers die meehelpen binnen deze organisatie. De personen gebruiken allemaal een vaste schuilnaam en zijn verantwoordelijk voor een welbepaald deel binnen hun organisatie. Twee van deze tien zijn de oprichters. Deze blijven geheel anoniem.

### Leiders
Naast de twee anonieme oprichters heb je nog drie leiders:
- The Soul: staat in voor het beheer van de Facebookpagina. Hij is lid sedert het begin van de organisatie en is naast het beheer van de Facebookpagina ook medeleider van de groep.
- Victor: hij is een hacker en programmeur die ook al sinds het begin lid is van dit hackerscollectief. Hij staat in voor het beheer van de website.
- The Shadow: hij is ook lid sinds het begin, is een hacker en heeft een palmares van vele media sites die hij heeft gehackt, waaronder AP en The Guardian.

### Speciale operaties
Naast de leiders bestaat ook TH3PRO. Deze is verantwoordelijk voor de speciale operaties. Hij is tevens een hacker en verantwoordelijk voor het hacken van de website van Harvard, Twitter en The New York Times.

### Socialemediabeheer
Het Syrische Elektronische Leger heeft niet enkel een Facebook- en Twitterpagina. Het beschikt ook over een Instagram- en Pinterestaccount. De persoon die hier verantwoordelijk voor is blijft ook anoniem.

### Mediateam
Volgens de site is deze persoon een jonge Syriër. Hij blijft ook anoniem. Hij is tevens een oprichter van deze groep en beheert het YouTubekanaal.

### E-mailbeheer
Naast het communiceren via de sociale media, gaat men ook via mail communiceren. Dit om onder andere de pers te woord te staan. De persoon die hier verantwoordelijk voor is gebruikt de schuilnaam Syrian Eagle.

### Grafische ontwerpen
Voor het maken van de logo's is een vrouw verantwoordelijk. Ze was al sinds het begin in 2011 bezig met dit hackerscollectief te volgen en tot het team toegetreden. Haar schuilnaam is TH3MUS3.

## Aanvallen
| Datum      | Aanval |
| ---------- | --- |
| 07/2011    | De website van de universiteit van Californië LA werd aangevallen via defacing door The Pro. |
| 09/2011    | De website van de Harvard-universiteit werd aangevallen via defacing. Hier werd de openingspagina veranderd in een afbeelding van de Syrische president BAshar al-Assad. Daaronder werd vermeld dat het Syrische Elektronische Leger er was geweest. |
| 04/2012    | Het Syrische Elektronische Leger haalt de blog neer van LinkedIn. De pagina verwees naar een website die de president Bashar al-Assad steunt. |
| 08/2012    | Het Twitter-account van Reuters, een internationale nieuwsdienst, werd gehackt. Er werden 22 tweets verstuurd met valse informatie over het conflict in Syrië. |
| 23/04/2013 | Het SEL heeft "Associated Press" gehackt op Twitter en verspreidde het gerucht dat het Witte Huis was aangevallen en de Amerikaanse president Barack Obama gewond was. |
| 05/2013    | Het Twitter-account van The Onion werd in gevaar gebracht door het SEL en men ging via phishing Google Apps-accounts hacken van werknemers. |
| 24/05/2013 | Het Twitter-account van ITV News London werd gehackt door het SEL. |
| 26/05/2013 | De Android-applicaties van het Britse Broadcaster Sky News werden gehackt op Google Play Store. |
| 17/07/2013 | De servers van Truecaller, een wereldwijde community voor mobieletelefoongebruikers, werden gehackt. Hierbij beweerden ze 459 GB aan gegevens, waaronder wachtwoorden te hebben ontnomen van gebruikers. Truecaller gaf toe dat het was gehackt, maar niet dat er gegevens waren gestolen. |
| 23/07/2013 | De servers van de dienst Viber, die het toelaten om te bellen en sms'en via het internet, werd gehackt door SEL. De supportwebsite werd veranderd in een bericht en foto waarin te zien was dat er data werd gestolen. |
| 27/08/2013 | De website van The New York Times (NYTimes) werd omgeleid naar een andere webpagina, waarop vermeld stond "gehackt door SEL". Het Twitter-account werd ook veranderd. |
| 28/08/2013 | Twitter werd gehackt waardoor het SEL werd getoond bij de Admin- en Tech-contacten. |
| 30/08/2013 | Zowel The New York Times, Huffington Post als Twitter werden opnieuw gehackt door een lid van het SEL. De reden hiervoor was verzet tegen het gegeven dat Amerika zich zou inmengen wanneer bleek dat Al-Assad chemische wapens gebruikte. Tijdens een interview via e-mail zei SEL dat het de sites niet zou kapotmaken bij het hacken. Ze willen enkel een boodschap brengen of een artikel plaatsen waarin de waarheid staat en geen leugens over de gebeurtenissen in Syrië. |
| 3/09/2013  | De site die verantwoordelijk is voor het rekruteren van nieuwe manschappen voor het Amerikaans leger werd gehackt. Er werd een boodschap op gezet dat de soldaten bevelen van Washington moeten negeren wanneer het om aanvallen tegen de Syrische overheid gaat. Hierdoor kwam de website enkele uren plat te liggen. |
| 30/09/2013 | Global Post werd gehackt. Er werd gedreigd dat wanneer men nogmaals foutieve informatie of artikelen over het SEL plaatst, iedereen een nieuwe baan mag zoeken. |
| 28/10/2013 | De Facebookpagina van de Amerikaanse president Barack Obama werd gehackt. De URL's die geplaatst waren, werden veranderd en verwezen door naar een propagandafilm op YouTube. |
| 9/11/2013  | De website van VICE, ook een nieuwsdienst, werd gehackt door SEL. De bezoekers van de site werden doorverwezen naar de site van SEL. |
| 12/11/2013 | De Facebookpagina van Matthew van Dyke werd gehackt. Van Dyke is een veteraan van de Eerste Libische Burgeroorlog en een nieuwsreporter die voor het rebellenleger is. |
| 1/01/2014  | De officiële Facebookpagina en Twitteraccount van Skype werd gehackt, alsook de blog van de officiële website. Er werd een bericht getoond dat gebruikers niet meer mochten gebruikmaken van de Outlookdienst, omdat Microsoft gegevens zou verkopen aan de Amerikaanse overheid. |
| 11/01/2014 | Het Twitteraccount van @XboxSupport werd gehackt. |
| 22/01/2014 | SEL bleef diensten van Microsoft hacken, zoals de officiële Microsoft Blog. |
| 23/01/2014 | Het Twitteraccount van CNN werd gehackt. Er werden afbeeldingen geplaatst van de Syrische vlag. Binnen 10 minuten was alles weer in orde. |
| 03/02/2014 | De website van zowel eBay als PayPal UK werd gehackt. Dit was puur voor de show en niet om gegevens te stelen, verklaarden de hackers. |
| 06/02/2014 | De DNS van Facebook werd gehackt. Hier werd er volgens Facebook geen privé-informatie gestolen. |
| 14/02/2014 | De Forbes-website werd gehackt alsook hun Twitteraccount. |
| 26/04/2014 | De website van Interstate Batteries werd gehackt. |
| 26/04/2014 | De RSA-conferentiewebsite werd gehackt. Ze hebben vervolgens een bericht achtergelaten voor Ira Winkler. Ze vergelijken hem met een kakkerlak. |